# Cyperus prolixus
Cyperus prolixus är en halvgräsart som beskrevs av Carl Sigismund Kunth. Cyperus prolixus ingår i släktet papyrusar, och familjen halvgräs. Inga underarter finns listade i Catalogue of Life.